# Splashtop
Splashtop, précédemment Splashtop Remote, est une suite de logiciel de bureau à distance et de télémaintenance, développé par Splashtop Inc. Splashtop permet aux utilisateurs d'accéder ou de maintenir des ordinateurs à distance depuis un bureau ou un appareil mobile. Splashtop permet l'accès à un ordinateur à distance pour les entreprises, les services informatiques, les supports techniques, les services d'infogérances et les établissements d'éducation.
Les logiciels Splashtop sont accessibles depuis les plateformes App Store, Google Play, Amazon Appstore, Nook Apps, HP App, Lenovo App et autres. Plus de 6 millions d'utilisateurs ont téléchargés les l'application Splashtop depuis l'App Store et  Splashtop a été déployé sur plus de 100 millions d'appareils HP, Lenovo, Dell, Acer, Sony, ASUS, Toshiba, Intel  et d'autres partenaires. 

## Historique
Splashtop OS est une distribution Linux commerciale développée par DeviceVM fondé en 2006, à destination des constructeurs de carte mère et autres périphériques.
Splashtop OS a été le  premier système d'exploitation de navigateur (OS) de l'industrie qui permettait aux utilisateurs de PC de se connecter en ligne, en toute sécurité, en moins de 5 secondes. Le nom Splashtop provient du nom de l'écran d'accueil du BIOS, qui s'ouvre avant le démarrage du système d'exploitation, et de "top" du mot desktop (bureau en anglais). Le système d'exploitation du navigateur a été livré dans plus de 300 millions de PC et  netbooks de plusieurs fabricants d'équipements d'origine (OEMs) incluant ASUS (Express Gate), Acer (Instant View), HP (QuickWeb), Dell (Latitude ON), Lenovo (Quick Start), LG (Smart On), Sony (VAIO Quick Web Access). 

## Logiciels
Les logiciels Splashtop permettent la connexion de deux appareils en ligne avec une application Business installée sur l'ordinateur local et une application Streamer sur l'ordinateur a distance  . L'application "business" permet de transférer des fichiers,  de lancer des commandes à distance, d'avoir des informations sur les appareils connectés, de réveiller des ordinateurs à distance via un WakeOnLan, de faire des sessions RDP, de déconnecter des Streamers. L'application "streamer" va permettre de gérer les principaux paramètres de connexion à distance notamment des options de sécurité comme les identifiants de la machines ou d'afficher un écran noir en session. Splashtop charge les utilisateurs annuellement pour l'utilisation des logiciels.  

### Splashtop Business Access
Business Access est un logiciel d'accès à distance destiné aux entreprises, équipes et individus. Les utilisateurs peuvent accéder à distance des systèmes Windows, Mac et Linux, à partir d'appareils Windows, Mac, iOS, Android, ou Chromebook. 

### Splashtop SOS
Splashtop SOS est un logiciel de télémaintenance pour les services informatiques et de support technique. Les utilisateurs sont capables de fournir l'aide nécessaire demandée par les clients sur leurs ordinateurs et appareils mobiles. Pour contrôler et maintenir des ordinateurs ne possédant pas le logiciel, les clients doivent passer à la version SOS+10 ou SOS Unlimited. 

### Splashtop Remote Support
Logiciel de télémaintenance et de gestion des terminaux destiné aux services d'infogérance. Les services d'infogérance peuvent alors gérer leurs ordinateurs internes et clients  et donner des accès à distance aux utilisateurs. 

### Splashtop Entreprise
Logiciel d'accès à distance et de solution de télémaintenance tout-en-un  pour les organisations. Le logiciel permet aux organisations de donner à leurs employés un accès à distance aux ordinateurs et une capacité de télémaintenance des ordinateurs et appareils mobiles. 

### Splashtop Entreprise pour les établissements éducatifs.
Logiciel d'accès à distance et de solution de télémaintenance tout-en-un pour les établissements éducatifs. Les Remotes Labs  donnent aux étudiants un accès virtuelles aux salles informatiques des établissements scolaires et possédant les infrastructures et logiciels spécialisées ne pouvant pas être déplacé dans le cloud.  Les services informatiques des établissements éducatifs sont capables de déployer, gérer et programmer l'accès à distance pour les étudiants et universitaires sur les ordinateurs du campus et des laboratoires à l'aide d'une console centralisée et d'un système de code sécurisé. L'application Remote Labs permet aux administrateurs réseau de créer des groupes d'étudiants et professeurs selon les filières et leur donner un accès aux ordinateurs nécessaires pour leurs applications.  

### Splashtop On-Prem
Logiciel tout-en-un autohébergé d'accès à distance et de télémaintenance conçu pour les organisations. Le logiciel permet aux organisations de donner à leurs employés un accès à distance aux ordinateurs et une capacité de télémaintenance des ordinateurs et appareils mobiles. 

## Compatibilité
Les dernières versions de Splashtop Streamer sont disponibles pour Microsoft Windows Mac et Linux.  
L'application client personnel est disponible sur les distributions iPad, iPhone et iPod touch depuis l'Apple App Store, et les systèmes Android, Windows, Mac,  Chromebook et Linux.  